# Famille de Maulmont
 (octobre 2020).
Si vous disposez d'ouvrages ou d'articles de référence ou si vous connaissez des sites web de qualité traitant du thème abordé ici, merci de compléter l'article en donnant les références utiles à sa vérifiabilité et en les liant à la section « Notes et références ».
Pour les articles homonymes, voir Maulmont.
La famille de Maulmont, ou Maumont, est une famille de la noblesse française subsistante sur preuves de 1308, originaire du Limousin.

## Les deux familles Maulmont

Blason des Maulmont, lignée de Châlus

Les recherches historiques et généalogiques font apparaître deux lignées Maulmont, toutes deux limousines, sans qu’il soit possible d’affirmer qu’il s’agit de deux branches de la même famille : les Maulmont de la vicomté de Limoges, originaires du pays de Châlus, et les Maulmont de la vicomté de Ventadour, qui, selon certains auteurs, tirent leurs origines de l'affranchissement d'un serf au XIIe siècle. 
Les Maulmont de la vicomté de Ventadour, viennent d'une famille établie au château de Maulmont près d'Égletons, en Haute-Corrèze ainsi que sur le castrum du Bas-Gimel, près de Tulle, aussi dit Maumont. Ils portent des armes « d'azur au sautoir engrêlé d'or à quatre tours maçonnées de sable ».
L'autre famille ou branche, est formée de chevaliers originaires de Châlus, au service des vicomtes de Limoges. Sous réserve qu'elle n'en soit pas la famille éponyme, elle tirerait son nom du lieu-dit Maulmont (ou Maumont), un promontoire situé sur la rive gauche de la Tardoire naissante, sur lequel est bâti le château de Châlus Maulmont, posé en vis-à-vis d’un autre promontoire situé sur la rive droite, et qui accueille un autre château, Châlus Chabrol.
Géraud de Maulmont ayant fait bâtir sur ce promontoire un château à son nom, le bourg qui se constitue dans et autour du château de Châlus Maulmont, jusqu’au milieu de XXe siècle, le centre artisanal et commercial de l’actuelle ville de Châlus.
La châtellenie de Maulmont, relevant des vicomtes de Limoges, est réunie à celle de Châlus-Chabrol en 1303 et 1307, lors des échanges que Guillaume et Pierre, neveux de Géraud de Maulmont firent avec Philippe le Bel lors du règlement de la succession de leur oncle, Géraud de Maulmont.
À l’occasion du règlement de la succession de Géraud de Maulmont, cette branche reçoit du roi, en échange des places fortes familiales de Châlus, Chalucet, Courbefy (Bussière-Galant), et du château de Bré (Coussac-Bonneval)  qui jouaient alors au sud du Limousin un rôle frontière entre le royaume de France et le duché d’Aquitaine, des terres en Aunis, faisant des Maulmont les seigneurs de Tonnay-Boutonne. Les héritiers de Géraud de Maulmont reçoivent également du roi des terres en Auvergne à Tournoël, Châteauneuf, Cébazat et Châtel-Guyon au nord de Clermont), ainsi qu'à Moret-sur-Loing dans le sénonais. 
Elle porte « fascé d'azur et d'or de cinq pièces », ainsi que, pour les cadets, diverses variantes à bordure besantée. 
Si les actes relatifs à cette famille, passés pour ce qui la concerne, commencent encore à la fin du XVIIe siècle par les mots « Par-devant le Garde des Sceaux de toute la Terre, Ville & Châtellenie de Maulmont, qui a appartenu autrefois à ceux de Maulmont», le château de Châlus Maulmont appartient de nouveau, depuis la fin du XXe siècle, à une représentante de la famille éponyme qui l’a érigé en 1275.

## Figures notables des deux familles de Maulmont
- Adhémar de Maulmont, chevalier, châtelain du château de Châlus et gouverneur d’Aix.
- L'abbé Géraud de Maulmont (1222-1299), conseiller des rois Philippe le Hardi et Philippe le Bel.
- Bertrand de Maulmont, évêque de Poitiers (1375).
- Bertrand de Maulmont, évêque de Mirepoix (1394), Lavaur (1405), Béziers (1408), Tulle (1422), neveu du précédent[4].
- Antoine de Maulmont, seigneur de Maulmont, panetier du roi, garde des sceaux de la vicomté de Limoges, au XVe siècle.
- Charlotte de Maulmont, demoiselle d'honneur de la reine Éléonore.
- Jean de Maulmont, helléniste et principal du collège Saint-Michel à Paris.
- Madeleine-Élisabeth de Maulmont (1758-1794), marquise de La Soudière, victime de la Révolution française.
- Irène de Maulmont (1885-1977), alias Gina Palerme, artiste de music-hall.

## Personnages non rattachés

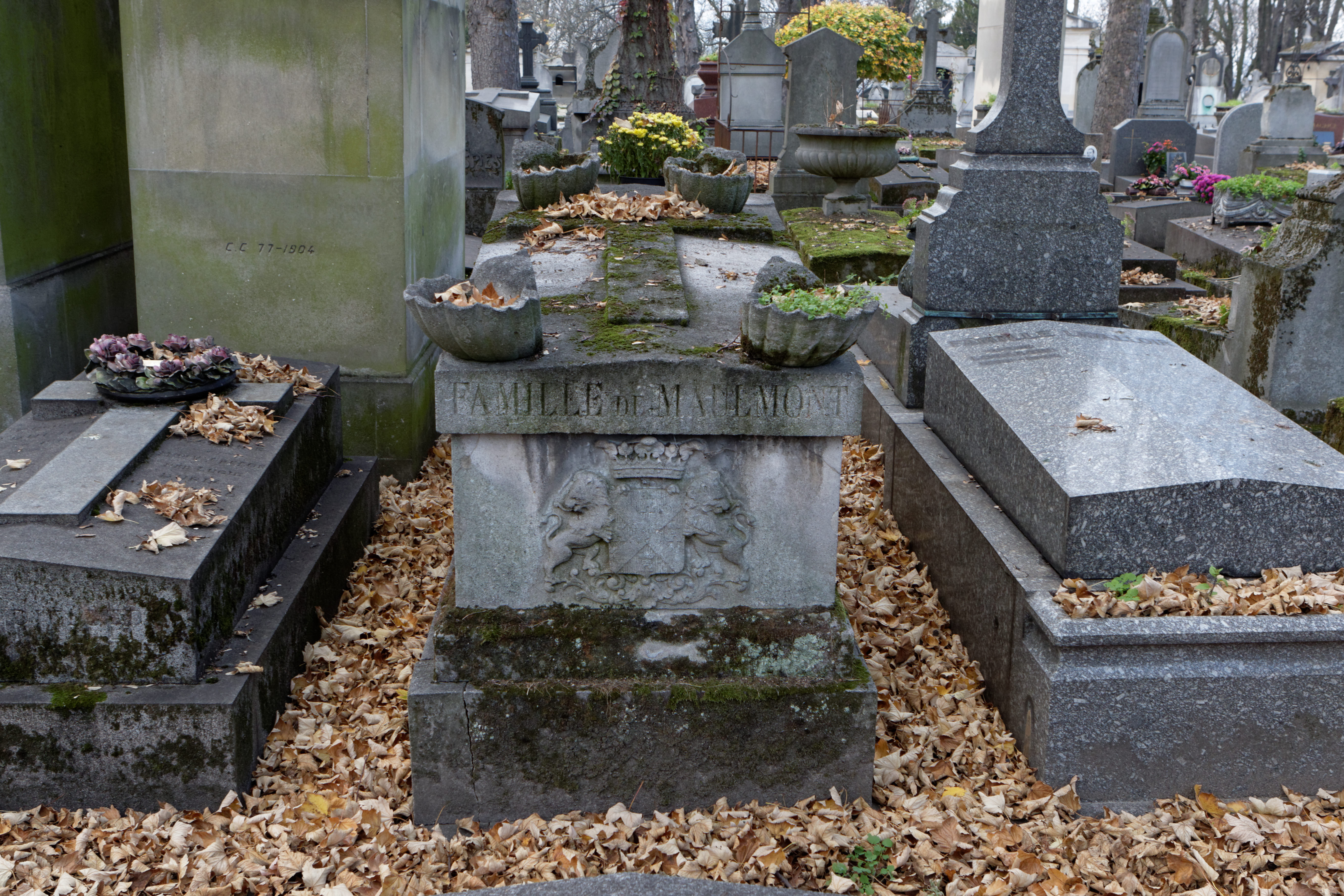
Tombe de la famille de Maulmont au cimetière du Père-Lachaise.

Guillaume de Maulmont, chevalier, vivait selon l'Histoire de Guyenne en 1118. Les chartes qui rapportent son existence, dépouillée par l'abbé bénédictin Dom Estiennot de la Serrée, signalent l'existence de son frère Hugues, ainsi que d'un autre Hugues et de Bertrand, que l'on présume être ses fils, et qui sont vivants en 1149. Ils portent pour armes d'azur une croix ou sautoir d'or. Ces armes seraient les armes à l'origine de celles des Maulmont de Châlus (lignée de la vicomté de Limoges). Ces mêmes chartes parlent également d'un Archambaud, abbé de Solignac en 1160, frère d'Hugues, qui porte pour armes d'azur au sautoir d'or accompagné de quatre tours d'argent. Les chartes n'étant pas précise dans la filiation possible entre l'abbé de Solignac et Guillaume de Maulmont, il s'agit peut-être de deux lignées non parente, les Maulmont de Châlus étant alors à distinguer des Maulmont de Ventadour.
À la génération suivante figurent Bernard de Maulmont, présent dans l'acte de 1149 et dans une autre de 1160 qui aurait eu pour fils Hugues, Pierre, Aymery, et un autre Hugues sous réserve, de confusion entre les deux lignées Maulmont. Pierre, chevalier, fait une donation à l'abbaye de Meymac en 1220, le second Hugues est dit prévôt de Pierre-Buffière en 1194, et Aymery chanoine de Limoges en 1196.
Hugues de Maulmont, fils de Bernard, souscrit à différents actes passés en 1196 et 1211. Il a pour enfants, selon l'abbé Etiennot, et toujours sous réserve de confusion des deux lignées de Maulmont, Étienne, Jean, Gérard (ou Géraud), Pierre et Guillaume. Jean est donné pour auteur de la branche de Maulmont et de la Trie, Gérard (ou Géraud) est dit abbé de Bhenavent en 1229, Pierre est noté comme faisant une donation à l'abbaye de Meymac en 1248, conjointement avec son frère Guillaume qui est archidiacre du Chapitre de Limoges en 1247.
Étienne de Maulmont, noté comme vivant en 1220, est rapporté dans un acte de 1313 où il est cité comme bisaieul de Pierre de Maulmont. Il a pour enfants Adhémar, Guérard (Géraud), Hélie, Gilbert et Bertrand, toujours sous réserve de confusion, encore possible à cette génération, entre les deux lignées de Maulmont, contemporaires et très proches géographiquement, voire, dans la lignée des Maulmont de Châlus avec la génération suivante qui reprend pour partie les mêmes prénoms (Hélie, Géraud, Bertrand). Hélie est nommé dans une transaction de 1269 comme ayant été assiégé dans la forteresse d'Aix avec ses frères Adhémar et Géraud. Gilbert est dit frère puiné d'Hélie dans un acte de 1267. Bertrand est nommé dans un acte de la même année, frère puiné d'Hélie et de Gilbert.
Adhémar de Maulmont, chevalier, châtelain du château de Châlus, gouverneur d'Aixe, est le frère ainé de l'abbé Géraud. Adhémar de Maulmont a pour enfants : Pierre, Hélie, Bertrand, Guillaume et Marguerite. Assigné par les habitants du lieu dans son château d’Aixe, avec sa femme, ses enfants, et ses frères, il est contraint de l’abandonner et de se réfugier à Châlus. Les faveurs dont il bénéficie auprès de la vicomtesse de Limoges Marguerite, et le zèle avec lequel il soutient les intérêts des vicomtes de Limoges animent contre lui les seigneurs Hélie Flament et Bozon de Bourdeilles. Ce dernier tue Adhémar en 1265. Pierre et Géraud, ses fils, portent plainte auprès de Saint-Louis. Par arrêt du Parlement de Paris de l’an 1168, Bozon de Bourdeilles est condamné à l’amende et à la prison. Le roi Louis IX mande alors le bailli de Tours de délivrer Bozon de Bourdeilles, sous la garantie de Rotrou de Montfort, et se fait rendre le château de Châlus, dont Bozon avait dépouillé la vicomtesse de Limoges, s’en rendant maître à la mort d’Adhémar.
Hervé Lajeunesse, né en 1979, a été autorisé à changer son nom en de Maulmont par décret du 16 juin 2000.

## Lieux-dits et châteaux de Maulmont

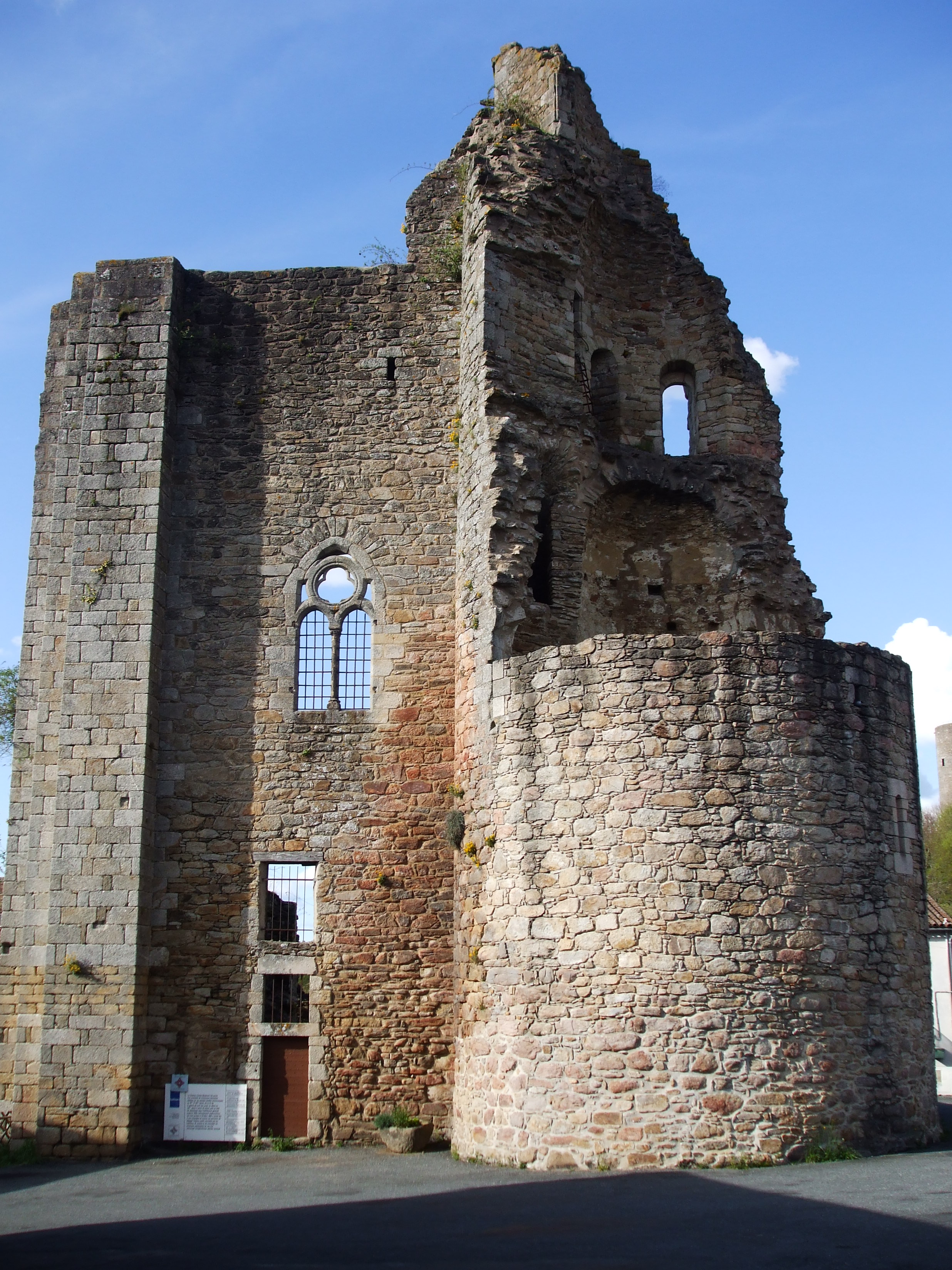
Vestiges du château de Châlus Maulmont

Le nom de Maulmont est un toponyme, probablement très ancien, qui s’applique vraisemblablement à une caractéristique géographique (le mauvais mont ?). Ce nom très ancien, d'origine limousine, se joue des règles de stabilisation et de normalisation orthographique et de prononciation françaises. Ainsi, si l'orthographe s'est fixée en Maulmont depuis le XIXe siècle, traditionnellement le L ne se prononce (ou ne se prononçait) pas. Ainsi, à Châlus, les terres situées au bas du château de Châlus Maulmont, au bord de la Tardoire, sont dites les prés de Maumont et écrites les prés de Maulmont. La pratique qui consiste à retenir, à l'écrit, Maumont au lieu et place de Maulmont est liée soit à une pratique locale, soit à une méconnaissance tout à fait regrettable de cette distinction désormais parfaitement stabilisée entre oral (Maumont) et écrit (Maulmont).
Le toponyme Maulmont est relativement commun en France, et nomme de multiples lieux-dits, maisons-fortes, villages et châteaux. Sa présence sur un territoire n’indique pas nécessairement celle, à une époque ou une autre, d’une branche de la famille de Maulmont.
Les lieux-dits Maulmont sont d’autant plus nombreux que le nom est porté, dès le Moyen Âge, par  deux lignées ou branches familiales nobles et puissantes qui, chacune, prennent mais donnent aussi leur nom à leurs terres. 
Ce phénomène est particulièrement illustré avec les cadets de la lignée des Maulmont de Châlus, qui ont l’habitude de donner le nom de Maulmont aux différentes seigneuries qu’ils reçoivent en partage. Ainsi, vers 1220, Jean, alors seigneur de la Trie et fils puiné d’Hughes, donne le nom de Maulmont à une terre qu’il possède à proximité de Châlus, sur Dournazac. De même, en 1320, Bertrand III, fils de Pierre, donne le nom de Maulmont à une seigneurie dans la paroisse de Rozières située en bas-Limousin (son frère aîné, Guillaume prenant le titre de seigneur de Tonnay-Boutonne, Pierre, son autre frère, celui de seigneur de Châteauneuf et de Themel).
Enfin, la branche des seigneurs de Saint-Vitte, et celle des Seigneurs de Saint-Quentin avaient également une seigneurie du nom de Maulmont.